# Heinz Auspurg
Heinz Auspurg (* 12. Dezember 1912 in Leipzig; † 7. Juli 2001) war ein deutscher Grafiker und Stadtplaner. Er war über 40 Jahre in der Leipziger Stadtplanung im Bereich Städtebau tätig.

## Leben und Wirken
Heinz Auspurg wurde als Sohn eines Grafikers geboren. 1926 beendete er die Realschule. Er machte anschließend bei seinem Vater eine Lehre als Grafiker. Von 1929 bis 1934 besuchte er die Leipziger Kunstgewerbeschule. Anschließend arbeitete er als freischaffender Werbegrafiker und Raumgestalter. In den 1930er Jahren war er im Siedlungs- und Wohnungsbau beschäftigt; 1935 wurde er als Volontär im Leipziger Stadterweiterungsamt eingestellt. Ab 1939 arbeitete er beim Leipziger Stadtplanungsamt als Grünplaner.
Nach dem Zweiten Weltkrieg war er ab 1947 wieder im Stadtplanungsamt in Leipzig tätig. Bis 1949 war er an der Planung der Bodenreformsiedlung beteiligt. In seiner Rolle als Leipziger Stadtplaner war er bis 1950 an der Planung von Kulturparks und bis 1956 an der Planung des Leipziger Sportforums beteiligt.
1950 erhielten Heinz Auspurg, Kurt Brendel, Friedrich Emmerich und Hans Gibbsch den 1. Preis im gesamtdeutschen Wettbewerb zum Wiederaufbau der Dresdner Altstadt. Von 1950 bis 1951 wurden nach Auspurgs städtebaulichem Entwurf die Wohngebäude an dem zum Leipziger Sportforum führenden Ranstädter Steinweg im Stil des Sozialistischen Neoklassizismus mit traditionsgebundenen Formen fertiggestellt.
Die in den Jahren 1950/51 errichteten Häuser an der Leipziger Jahnallee, einst Straße der III. Weltfestspiele genannt, knüpfen laut Peter Leonhardt trotz ihrer Ausstattung mit Erkern weniger an die barocken Bautraditionen Leipzigs als vielmehr an den Volkswohnungsbau der späten 1930er Jahre an.
Von 1953 bis 1956 wurde der Gebäudekomplex an der Hermann-Duncker-Straße im Leipziger Stadtteil Lindenau nach Entwürfen von Auspurg (Städtebau), G. Batteraux, Adam Buchner sowie Martin Weber (Projekt) im selben Stil wie die Gebäude am Ranstädter Steinweg fertiggestellt. 
1952 führten Karl Souradny und Auspurg den Block F der Berliner Stalinallee aus, nachdem sie ein Jahr zuvor den 4. Preis im Wettbewerb für die städtebauliche und architektonische Gestaltung der Berliner Stalinallee errungen hatten. Die Arbeiten an der Stalinallee wurden auf alle fünf Siegerkollektive dieses Wettbewerbs aufgeteilt.
Parallel dazu projektierte die Arbeitsgruppe um Karl Souradny, zu der außer Auspurg auch Kurt Brendel und Werner Burghardt gehörten, das Berliner Karl-Friedrich-Friesen-Schwimmstadion, dem das Schwimmstadion im Leipziger Sportforum weitgehend entsprach. Das Leipziger Schwimmstadion wurde im Zug der Olympiabewerbung Leipzigs im Jahr 2004 abgerissen. 1961 gewann Auspurg im Kollektiv von Rolf Billig den 1. Preis im Wettbewerb zur städtebaulichen Gestaltung des Zentralen Platzes in Halle (Saale). 1965 wurde er Chefarchitekt des Büros für Gebiets-, Stadt- und Dorfplanung in Leipzig. 1977 wurde er pensioniert und war anschließend noch einige Jahre im Stadtplanungsamt Leipzig tätig.

Bauten von Heinz Auspurg
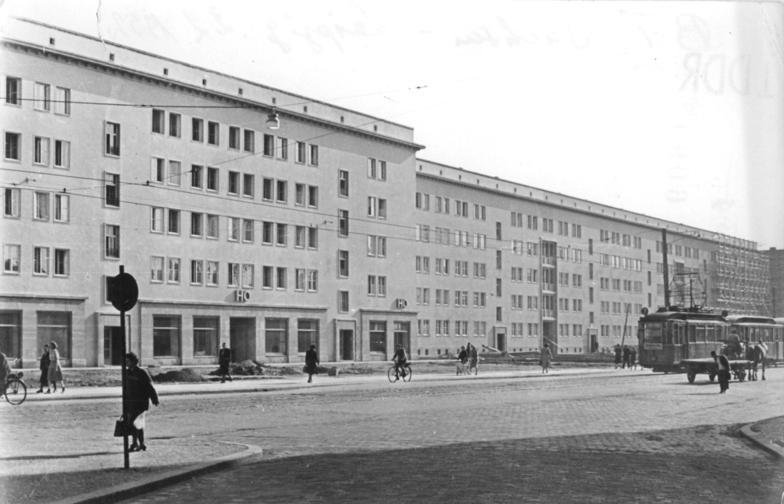
Bauten am Ranstädter Steinweg in Leipzig (1951)
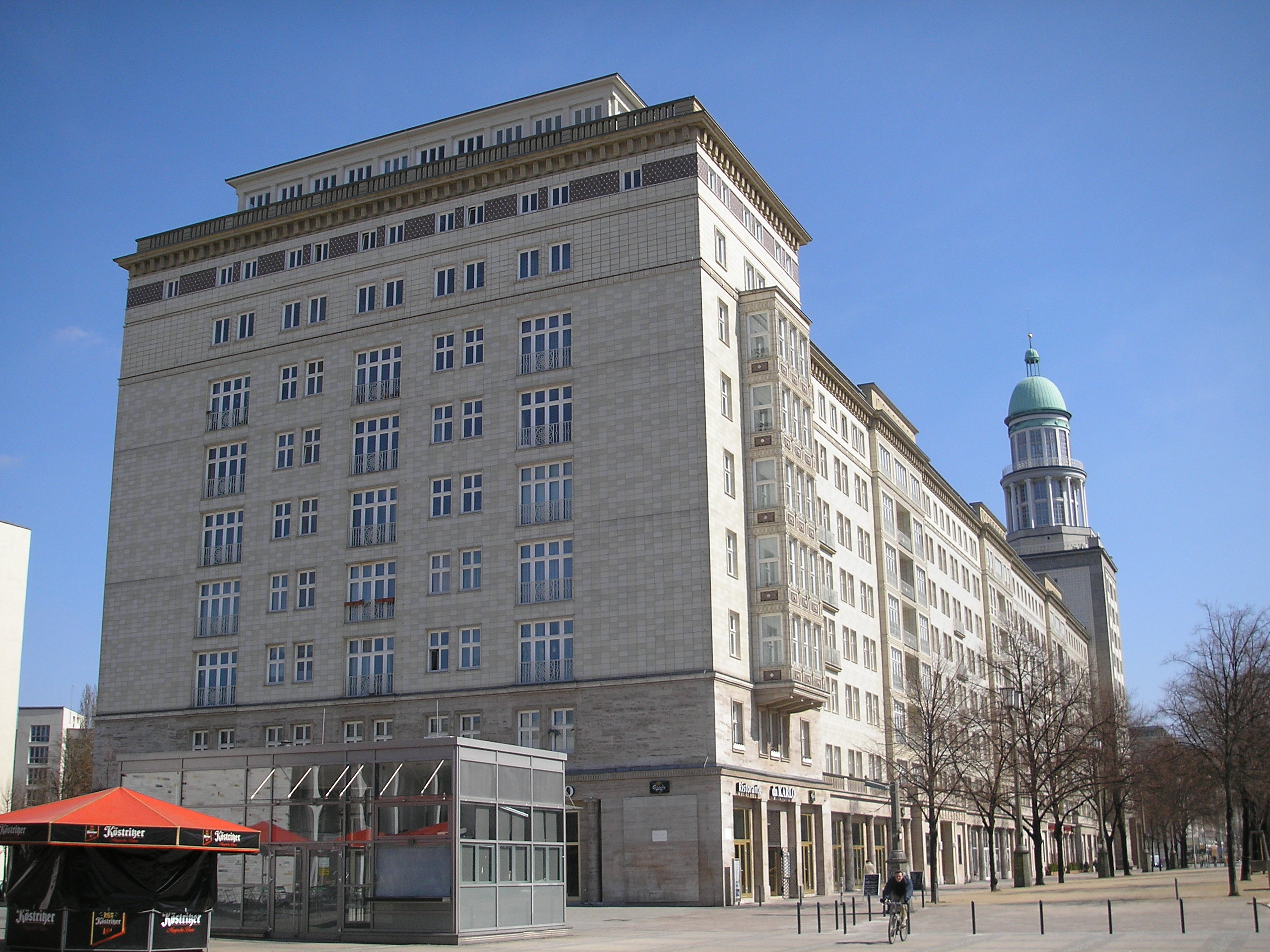
Block F der einstigen Stalinallee in Berlin (2006)
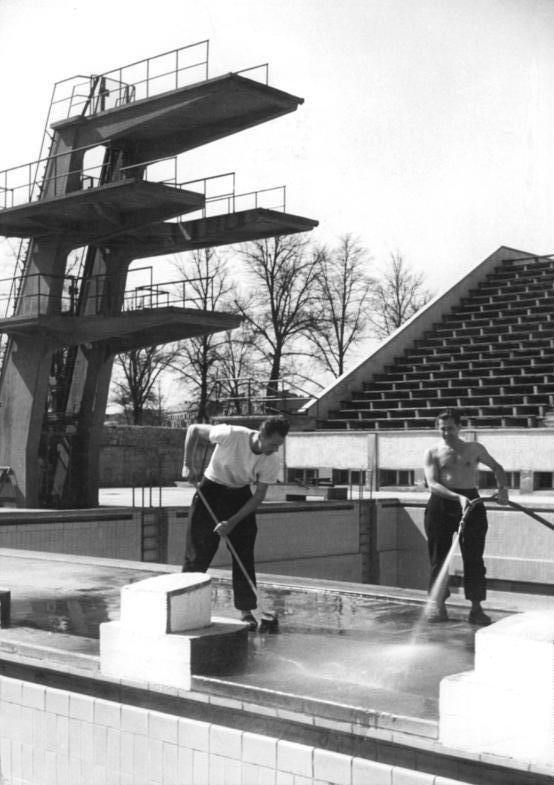
Das Berliner Friesen-Schwimmstadion (1954)
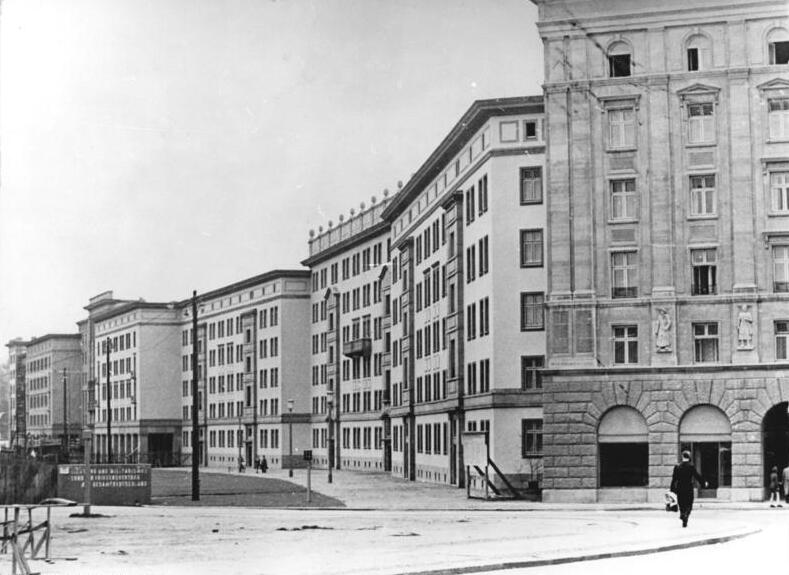
Wohnblock in der Leipziger Windmühlenstraße (1954)

## Werkverzeichnis
- 1950/1951: Wohnungsneubauten im Ranstädter Steinweg, Leipzig
- 1951:  Friesenstadion, Berlin
- 1952: Block F in der Stalinallee, Berlin
- 1953/1956: Dunckerviertel im Leipziger Stadtteil Lindenau und Windmühlenstraße in Leipzig.